# Iosif Covaci
Iosif Covaci (węg. József Kovács; ur. 2 grudnia 1912 w Braszowie) − rumuński narciarz startujący zarówno w biegach narciarskich jak i narciarstwie alpejskim, uczestnik IV Zimowych Igrzysk Olimpijskich w Garmisch-Partenkirchen w 1936.

## Igrzyska olimpijskie
Iosif Covaci uczestniczył w ostatnich przed II wojną światową igrzyskach olimpijskich w Garmisch-Partenkirchen. Na tych igrzyskach wystąpił w zarówno w biegach narciarskich (sztafeta i bieg na 18 km) jak i narciarstwie alpejskim (w kombinacji alpejskiej). Na tych igrzyskach zajął 60. miejsce w biegu na 18 km oraz 14. miejsce w sztafecie (na 15 zespołów, które ukończyły zawody), kombinacji alpejskiej nie ukończył
Były to jedyne igrzyska olimpijskie w karierze tego narciarza.